# 포에니 전쟁

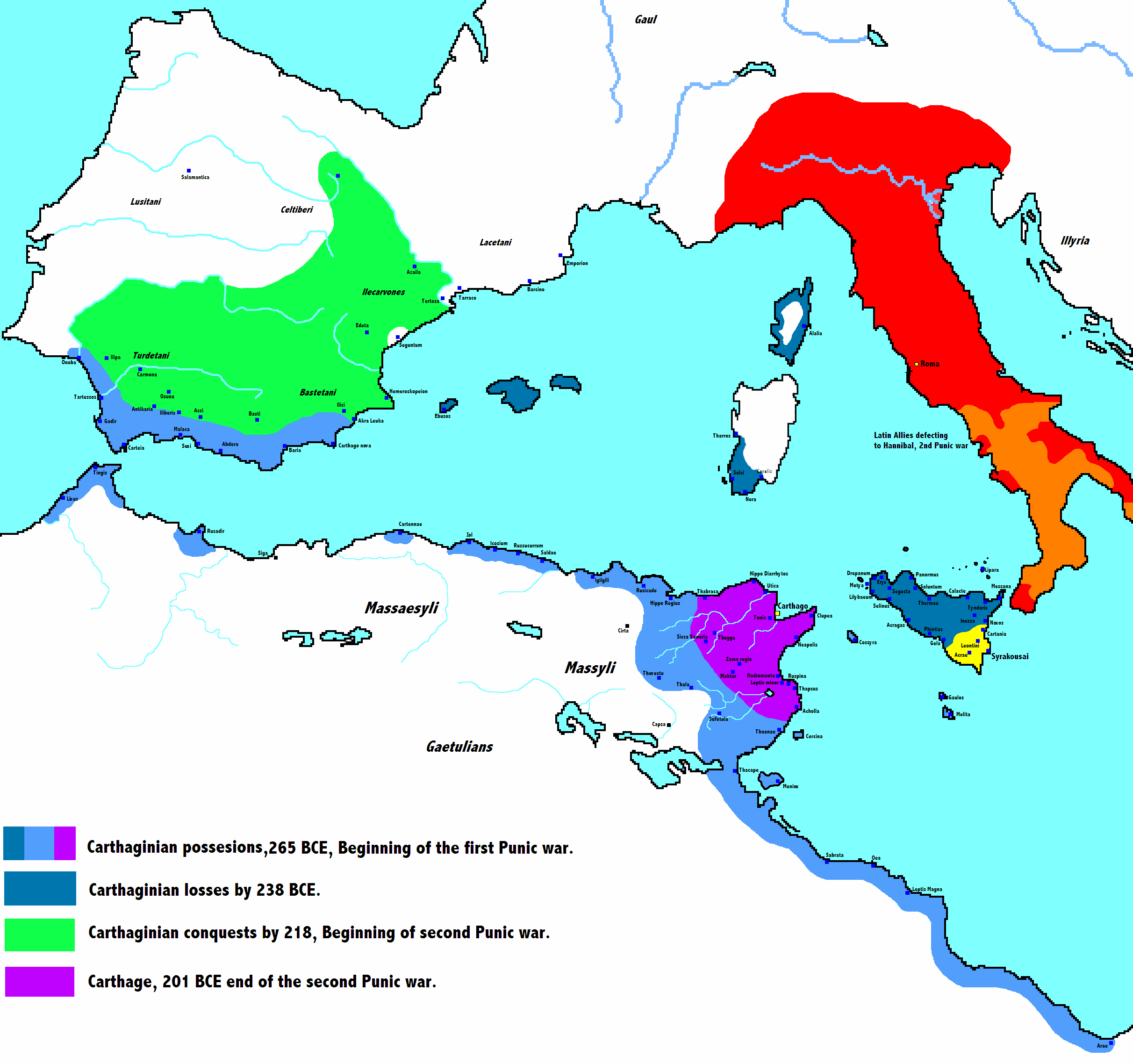
포에니 전쟁 당시 카르타고 제국.

포에니 전쟁(라틴어: Bella Punica)은 기원전 264년에서 기원전 146년 사이에 로마와 카르타고가 세 차례에 걸쳐 120년간 벌였던 전쟁을 말한다. '포에니(poeni, 포이니)'라는 말은 라틴어 Poenicus에서 나왔는데, 이는 페니키아인의라는 뜻으로 카르타고가 페니키아에 기원을 두고 있기 때문에 로마인들이 그렇게 부른 것이다.
제 1차 포에니 전쟁은 B.C. 264~241년, 제2차 포에니 전쟁은 B.C. 219~201년, 그리고 제3차 포에니 전쟁은 B.C. 146년 카르타고의 멸망으로 끝난다.
포에니 전쟁의 주요 원인은 당시 지중해에 패권을 잡은 카르타고와 새로이 떠오르는 로마의 이해 관계가 충돌했기 때문이었다. 로마인들은 원래 시켈리아(시칠리아, 당시 이 섬은 여러 문화가 뒤섞인 곳이었다)를 통해 영토를 확장하는 데 관심이 있었는데, 이 섬 일부 지역을 카르타고가 지배하고 있었다. 제1차 포에니 전쟁이 일어날 당시 카르타고는 광범위한 제해권을 갖춘 서부 지중해의 패권국이었으며, 로마는 이탈리아에서 급속도로 떠오르는 신흥 강대국이었으나 카르타고 수준의 해군력이 없었다. 제3차 포에니 전쟁이 끝날 당시 두 나라는 병력 수십만을 잃으며, 로마는 결국 세 번의 전쟁에서 모두 승리하여 카르타고를 정복하고 수도를 파괴하여 서부 지중해의 최강자가 되었다. 포에니 전쟁과 동시에 일어난 마케도니아 전쟁이 끝나고, 동부 지중해에서 로마-시리아 전쟁에서 셀레우코스 제국의 안티오코스 3세가 패배하면서, 로마 제국은 지중해 전역에서 패권국이 되었다.

## 제1차 포에니 전쟁
제1차 포에니 전쟁(기원전 264년 ~ 기원전 241년)은 카르타고와 로마 사이에 벌어진 세 번의 포에니 전쟁 가운데 첫 번째 전쟁이다. 1차 포에니 전쟁의 원인은 시칠리아였다. 
시칠리아는 카르타고의 가장 중요한 무역 거점이었다. 시칠리아 동부 쪽은 시라쿠사 같은 그리스 도시 국가들이 점유하고 있었고, 메시나는 시라쿠사 출신의 용병들인 마메르인들이 점유하고 있었다. 시라쿠사의 참주 히에론 2세가 메시나를 공격하자, 마메르인들이 카르타고에 도움을 요청하고 이에 카르타고가 시라큐스의 공격을 막고 메시나를 점령했다. 
BCE 264년, 카르타고가 메시나를 점령한 뒤 로마 군이 시칠리아에 도착해 메시나를 탈환하면서 제1차 포에니 전쟁의 막이 올랐다. 전쟁에서 로마는 육군이 강하지만 카르타고는 해군이 강했기에, 전쟁 초반은 교착 상태가 되었다. 
그러나 로마인들은 이 전쟁을 통해 바다에서 경험이 풍부한 적과 싸우며 해상 전투 기술을 익혔다. 전쟁 발발 당시, 로마인들은 해상전 경험이 거의 전무했던 반면, 카르타고는 양쪽에 노가 무려 5단으로 배치된 거대한 갤리선을 보유하고 있었다.
BCE 249년, 카르타고는 밀레 전투에서 패배하였으나, 드레파나 전투에서 재기해서 로마 해군을 격파했다. BCE 241년, 로마는 7년 동안 해군을 재건했다. 
그러나 로마군은 좌초한 적선을 본떠 놀랍게도 불과 60일 만에 4단 노선 100척, 3단 노선 20척을 건조했다(나중에는 45일 만에 220척으로 구성된 함대를 이룩했다). 노잡이들은 마른 땅에 긴 의자를 두고 앉아 모의 훈련을 받았다. 기술에서는 카르타고와 상대가 되지 않았으므로 로마는 적선을 들이받는 새로운 전술을 개발했다. 뾰족한 징이 박힌 건널판을 적선에 박아 두 배가 단단히 고정되면 로마 병사들이 그 건널판을 타고 적선으로 몰려가 바다 위 육상전을 벌이는 전술이었다.
마침내 로마는 아에가테스 제도 전투에서 승리해 카르타고에 설욕한다. 이에 카르타고는 로마의 시칠리아 지배권을 인정하고, 전쟁 배상금을 지불하기로 합의했다.

## 제2차 포에니 전쟁
제2차 포에니 전쟁은 '한니발(Hannibal, BCE 247~ BCE 183) 전쟁'으로도 불린다. 카르타고의 명장 한니발이 알프스산맥을 넘어 이탈리아로 진군한 것으로 유명하다.
BCE 218년, 한니발이 히스파니아의 사군툼을 공격하면서 전쟁은 시작되었다. 한니발은 많은 군사를 이끌고 갈리아 남부를 돌아 알프스를 넘었다.이 과정에서 상당한 병력과 전투 코끼리를 잃기도 했지만, 북부 이탈리아로 진입해서 BCE 217년 트라시메노호 전투, BCE 216년 칸나이 전투를 비롯한 여러 차례 전투에서 로마군을 무찔렀다. 그의 목표는 이탈리아 여러 부족을 부추겨 이들이 로마 지배에서 벗어나게 만드는 것이었다.
그러나 로마군은 파비우스 막시무스의 지연 전술로 만회할 시간을 벌었고, 결국 한니발은 이탈리아 전역을 손에 넣지 못했다. 로마의 명장  스키피오해 승리한 후, 이어 BCE 205년 아프리카로 쳐들어갔기 때문이다. 한니발은 어쩔 수 없이 아프리카로 돌아올 수밖에 없었고, BCE 202년 북아프리카 카르타고 근처에서 벌어진 자마 전투에서 스키피오 아프리카누스에게 결정적으로 패했다. 이 전쟁으로 카르타고는 심각한 타격을 입고 막대한 배상금을 로마에 물어주었으며, 서지중해 제해권과 이권을 로마에 빼앗겼다. BCE 197년, 스페인 지역은 로마의 속주가 되어 둘로 나뉘었다.  

## 제3차 포에니 전쟁
로마 공화정과 카르타고사이의 세 번째 전쟁은 카르타고의 멸망과 그 도시의 완전한 파괴로 끝났다. 제2차 포에니 전쟁 이후 점차 부와 해운력을 키운 카르타고는 히스파니아와 그리스의 反로마세력의 부활에 힘입어 제3차 포에니 전쟁이 일어난다.
로마가 마케도니아 전쟁에 돌입하고 새로 획득한 히스파니아의 안정에 힘쓰는 동안 카르타고는 군사력없는 단일 도시국가로 자신들의 내부문제에도 로마의 개입에 의존하는 상태였다. 누미디아에서 일어난 반란에 로마가 개입하였는데 로마는 親누미디아 정책으로 일관하여 카르타고의 반감을 샀다. 새로 집권한 카르타고의 군사세력은 많은 로마인에게 불안을 조성하고 급기야 기원전 149년 로마는 카르타고가 도저히 이행할 수 없는 조건으로 카르타고를 압박해왔다. 카르타고는 이 요구를 묵살하여 세 번째 전쟁에 돌입했고 로마는 카르타고에 대한 공성전을 벌였다. 카르타고는 여성들이 자신들의 머리카락을 잘라서 활의 시위로 쓰게 할만큼 거세게 저항했으나, 스키피오 아이밀리아누스가 이끄는 로마군은 2년에 걸친 공격으로 결국 카르타고 도시를 함락하고. 주민을 완전히 축출했으며 도시를 불태우고 소금을 뿌려 폐허로 만들었다.